# Le Régiment de Sambre-et-Meuse
„Le Régiment de Sambre-et-Meuse“ (česky Pluk ze Sambry-a-Mázy) je francouzská slavnostní pochodová skladba z roku 1870.

## Vznik skladby
Pochod byl vytvořen na text básníka Paula Cézana v roce 1870. Skladatelem byl Robert Planquette a skladbu aranžoval Joseph François Rauski. Cezano se v textu snažil historicky vyrovnat s porážkou Francie v prusko-francouzské válce v roce 1870 a i přes prohru, se pokusil přijmout neúspěch a poukázat na jiná historická heroická vítězství. Skladba byla poprvé předvedena 3. března 1870 v Paříži, kde ji interpretoval Lucien Fugère. Skladba byla pojmenována podle francouzské armády z departmentu Sambre-et-Meuse, která byla zformována po francouzském vítězství v bitvě u Fleurus v roce 1794. Department Sambre-et-Meuse by vytvořen v roce 1795 na území dnešní Belgie v okolí řek Sambry a Mázy.

## Užívání
Skladba se stala populární a v období třetí Francouzské republiky a byla začleněna do školních osnov. V roce 1895 se hrála při ceremonii degradace Alfreda Dreyfuse v Dreyfusově aféře. Na začátku 20. století se skladba stala mezinárodně populární.
V současnosti je skladba součástí tradiční vojenské přehlídky 14. července. Mimo Francii ji používají také ozbrojené síly ve Spojených státech, Kanadě, Belgii, Nizozemsku, Chile, Bolívii, Brazílii a Mexiku. Ve Spojených státech je pochod oficiálním pochodem kapely Ohijské státní univerzity a je součástí repertoáru i na Vojenské akademii Spojených států amerických.

## Slova
Tous ces fiers enfants de la Gaule
Allaient sans trêve et sans repos
Avec leur fusil sur l'épaule
Courage au cœur et sac au dos.
La gloire était leur nourriture
Ils étaient sans pain, sans souliers
La nuit, ils couchaient sur la dure
Avec leur sac pour oreiller.
Le régiment de Sambre et Meuse
Marchait toujours au cri de «Liberté»
Perçant la route glorieuse
Qui l'a conduit à l'immortalité.
Pour nous battre, ils étaient cent mille
Et à leur tête, ils avaient des rois.
Le général, vieillard débile,
Faiblit pour la première fois,
Voyant certaine la défaite,
Il réunit tous ses soldats.
Puis il fit battre la retraite
Mais eux ne l'écoutèrent pas.
Le choc fut semblable à la foudre
Ce fut un combat de géants
Ivres de gloire, ivres de poudre,
Pour mourir, ils serraient les rangs
Le régiment, sous la mitraille,
Était assailli de partout
Pourtant, la vivante muraille
Impassible, tenait debout
Le nombre eut raison du courage
Un soldat restait le dernier
Il se défendit avec rage
Mais bientôt fut fait prisonnier
En voyant ce héros farouche
L'ennemi pleura sur son sort
Le héros prit une cartouche
Jura puis se donna la mort
Le Régiment de Sambre et Meuse
Reçut la mort au cri de «Liberté»
Mais son histoire glorieuse
Lui donne droit à l'immortalité.